# Ibala robinsoni
Ibala robinsoni Fitzpatrick, 2009 è un ragno appartenente alla famiglia Gnaphosidae.

## Etimologia
Il nome proprio è in onore di Gavin Robinson, un amico aracnofilo della descrittrice degli esemplari.

## Caratteristiche
Molto simile ad Ibala quadrativulva e ad I. bilinearis, se ne distingue per la base dell'apofisi mediale di forma incavata e per un'appendice sul suo processo posteriore della forma di un dito.
Gli esemplari maschili rinvenuti hanno lunghezza totale è di 4,80mm; la lunghezza del cefalotorace è di 2,08mm; e la larghezza è di 1,75mm.
Gli esemplari femminili rinvenuti hanno lunghezza totale è di 6,64mm; la lunghezza del cefalotorace è di 2,50mm; e la larghezza è di 1,67mm.

## Distribuzione
La specie è stata reperita nello Zimbabwe occidentale: nella località di Matetsi, appartenente alla provincia del Matabeleland Settentrionale.

## Tassonomia
Al 2015 non sono note sottospecie e dal 2009 non sono stati esaminati nuovi esemplari